# Елдорадо (По)
Елдорадо (на английски: Eldorado) е поема, написана от американският писател и поет Едгар Алън По и публикувана през 1849 г.

## Резюме
В поемата се разказва за смел рицар, поел в търсене на легендарния град Елдорадо. Накрая той, остарял и уморен, успява да намери „сянка на пилигрим“, която го упътва, насочвайки го към „Долината на сянката“. Отворен остава въпросът дали рицарят завършва своето пътуване и дали открива Златния град.

## Анализ
Поемата е написана в куплети с по шест реда. По използва думата „сянка“ в средата на всеки куплет. Значението на думата, обаче, се мени всеки път. Първоначално тя има своето буквално значение – Пространство, което не е осветено пряко от слънчева светлина. Вторият път думата има значение на мрак или отчаяние. При третата употреба се има предвид дух или призрак, а в последния куплет се говори за „Долината на сянката“, тоест – „Долината на сянката на смъртта“, което загатва, че Елдорадо (или богатството като цяло) не съществува в реалния свят. Златото в митичния град може да се тълкува не като скъпоценния благороден метал, а като богатство, което съществува в дома на духовете. Тези „духовни“ богатства са всъщност знание, разбиране и мъдрост. В този случай Едгар По отхвърля важността и стойността на „умственото богатство“ и приема неминуемостта на материалистичното в човешкия свят.
Творбата е публикувана по време на Калифорнийската златна треска и вероятно е реакцията на поета към това събитие.
„Елдорадо“ е една от последните поеми на По. Както пише Скот Пийпълс, поемата е „близо до обсъждане на кариерата на По.“ Както и героят на поемата, Едгар Алън По е винаги на поход за своя успех и щастие, ала въпреки че прекарва целия си живот в търсене, той не успява да намери своя Ел Дорадо.